# Hans Stadlmair
Hans Stadlmair   (Neuhofen an der Krems, 3 de maig de 1929 - Múnic, 13 de febrer de 2019) fou un compositor i director d'orquestra austríac.

## Biografia
Va dirigir el "Münchener Kammerorchester" durant gairebé quatre dècades. Va dirigir més de 6000 concerts, molts en col·laboració amb el "Bayerischer Rundfunk", incloent estrenes. Les seves composicions inclouen obres de tots els gèneres excepte òpera. El seu Miró, una Obertura per a orquestra, es va estrenar al Gasteig de Múnic el 2011, amb Christian Thielemann dirigint el "Münchner Philharmoniker".

## Carrera
Hans Stadlmair va estudiar de 1946 a 1952 a l'Acadèmia de Música de Viena amb Clemens Krauss i Alfred Uhl, i de 1952 a 1956 a Stuttgart amb Johann Nepomuk David. De 1956 a 1995 va ser director artístic del "Münchener Kammerorchester" (MKO) i va dirigir diverses estrenes. Va dirigir més de 6000 concerts, així com en gires internacionals i en col·laboració amb el "Bayerischer Rundfunk". El 1971 Stadlmair va dirigir l'estrena de Fin al punto de Wilhelm Killmayer, composta pel 20è aniversari del "Münchener Kammerorchester". El 1981 va estrenar d'Ulrich Stranz Contrasubjekte, un Passacaglia en B-A-C-H per catorze cordes. El 1986 va col·laborar amb el trompetista Maurice André per enregistrar el Concert per a trompetes de Joseph Haydn i el Concert per a trompetes de Michael Haydn en la major. El 1981 va dirigir els quatre concerts de flauta de Franz Danzi amb el solista András Adorján. El 1995 i 1998 va gravar obres de Leopold Mozart, amb un "so orquestral brillantment refrescant i refinat". El seu enregistrament de Polyptique de Frank Martin per a violí i cordes (inspirat en una sèrie de petites pintures de la Passió a Siena), Etudes pera orquestra de corda, i Sonata da Chiesa per a viola i orquestra de corda, va ser revisat favorablement:
| « | <El director Hans Stadlmair treu a la sortida cada moment líric mantenint una regna en ritmes intricats.> | » |

 Stadlmair va ser director convidat al Festival de Salzburg des de 1976. Va gravar les onze simfonies de Joachim Raff amb el Bamberger Symphoniker, juntament amb les quatre suites orquestrals de Raff, obertures i obres orquestrals més petites. Va dirigir la seva pròpia finalització de lAdagio de la simfonia inacabada núm. 10 de Gustav Mahler. Stadelmair va fer més de 500 enregistraments per a l'emissora "Bayerischer Rundfunk". En una celebració del 80è aniversari de Stadlmair, l'MKO, dirigida per Alexander Liebreich, va tocar aquesta obra juntament amb lAdagietto Ecce homode de Stadlmair, el concert per a violí de Magnus Lindberg, Notturno d'Arnold Schönberg i L'homme au chapeau mou de Thomas Larcher. El 2011 Christian Thielemann va dirigir el "Münchner Philharmoniker" al Gasteig en l'estrena de Miró de Stadlmair, una Obertura per a Orquestra, composta el 2006, inspirada en escultures de Joan Miró.
Stadlmair va morir el 13 de febrer de 2019, als 89 anys a casa seva a Múnic.

## Obres
Stadlmair va compondre més de 100 obres, però va destruir aproximadament la meitat d'elles. Va escriure obres de tots els gèneres excepte òpera. Les seves composicions són en poder de la Biblioteca Nacional Alemanya, incloent:
- Concert per a violí (1961), Schirmer
- Toccata per a cordes i clavicèmbal (1966)
- Concert per trompeta amb cordes (1967)
- Sinfonia serena per a cordes (1970)
- Drei Fantasien (3 Fantasies) per viola solo (1973), Henry Litolff's Verlag, Edició Peters
- Orpheus-Legende per viola i fortepiano (1993)
- Sonata per a viola en solitari (1960); Breitkopf & Härtel (A prop de Härtel)
- Sonata da Chiesa per a viola i orgue (1981)
- Monodie in memoriam John Coltrane "Love Supreme" per saxofon solo (1991), Thiason
- Saxofonia (A prop de Saxofonia) Introduktion und Passacaglia für Saxophonorchester und Schlagzeug, Thiason
- Miró (Oberture für Orchester (2006)

## Premis
- 1989 Creu del Mèrit Federal a la banda[2]
- 1994 Premi de Música de la Ciutat de Múnic[3]